# Борч
Борч (пол. Borcz, нім. Bortsch) — село в Польщі, у гміні Сомоніно Картузького повіту Поморського воєводства.
Населення — 601 особа (2011).
У 1975-1998 роках село належало до Гданського воєводства.

## Демографія
Демографічна структура станом на 31 березня 2011 року:
|          | Загалом | Допрацездатний вік | Працездатний вік | Постпрацездатний вік |
| -------- | ------- | ------------------ | ---------------- | -------------------- |
| Чоловіки | 309     | 96                 | 194              | 19                   |
| Жінки    | 292     | 80                 | 166              | 46                   |
| Разом    | 601     | 176                | 360              | 65                   |